# Остров дельфинов (роман)
«Остров дельфинов» (англ. Dolphin Island) — роман Артура Кларка. Впервые опубликован в 1963 г.

## Сюжет
Действие происходит в двадцать первом веке. Подросток Джонни Клинтон зайцем пробрался на грузовое судно на воздушной подушке. Он хочет сбежать из приёмной семьи, в которой был никому не нужен. Однако судно потерпело крушение у берегов Австралии. Джонни сумел вскарабкаться на какой-то ящик. Он был спасён, когда оказавшаяся рядом стая дельфинов отбуксировала его ящик к атоллу, который его обитатели, с исследовательской станции, называли Островом Дельфинов.
Прижившись на острове среди его дружелюбных жителей, Джонни под руководством советского профессора Казана принял участие в исследовании языка и поведения дельфинов, а также их обучении. Он начал познавать увлекательный морской мир Острова и его подводных обитателей. Джонни участвовал и в успешном эксперименте по общению с косатками.
Успехи Джонни в общении с дельфинами вскоре очень пригодились. На Остров Дельфинов обрушилась буря, потопив или разбив на нём все суда, и серьёзно заболевшего профессора Казана было нечем доставить для лечения на материк в ста милях от острова. Не было возможности попросить помощи и по радио. Однако Джонни, использовав навыки по управлению дельфинами, сумел на акваплане достичь материка и вызвать помощь.
По совету профессора Джонни собирается поступать в университет. Перед ним открывается большой увлекательный мир, полный новых открытий.

## Издания на русском языке
- Артур Кларк. Остров дельфинов. — Гидрометеоиздат, 1967. — 142 с. — 255 000 экз.
- Артур Кларк. Остров дельфинов. — Одесса: Морская библиотека, 1978. — 187 с. — 230 000 экз.
- Артур Кларк. Остров дельфинов. — Гидрометеоиздат, 1991. — 136 с. — 550 000 экз. — ISBN 5-286-00809-7.
- Артур Кларк. Остров Дельфинов. Большая глубина. Рассказы. — М.: Пресса, 1992. — 480 с. — 200 000 экз. — ISBN 5-253-00278-2.
- Артур Кларк. Миры Артура Кларка. Пески Марса. — М.: Полярис, 1998. — 384 с. — 7000 экз. — ISBN 5-88132-356-4.
- Артур Кларк. Свидание с Рамой. — М., СПб: Эксмо, Домино, 2010. — 688 с. — 4000 экз. — ISBN 978-5-699-40571-8.